# Olive Parmelee Andrus
Olive Parmelee Andrus (Rochester (New York), 12 april 1840 – Mardin, 25 augustus 1916) was een Amerikaanse protestantse zendelinge en onderwijzeres die actief was in het Ottomaanse Rijk, voornamelijk in de stad Mardin, waar zij bijna vijftig jaar werkte onder de American Board of Commissioners for Foreign Missions (ABCFM). Ze wordt beschouwd als een pionier in het meisjesonderwijs in Zuidoost-Turkije.

## Biografie
Parmelee was afgestudeerd aan het Mount Holyoke Female Seminary, een vooraanstaande opleiding voor vrouwen opgericht door Mary Lyon in 1837. Dit seminarie stond bekend als een belangrijke voedingsbodem voor vrouwelijke zendelingen. Olive Parmelee behoorde tot een van de zeven vrouwelijke zendelingen die door de Woman's Board of Missions naar het buitenland werden gestuurd.
Zij arriveerde in Mardin in 1868, kort na zendeling Alpheus Newell Andrus. Ze was betrokken bij de oprichting van de eerste meisjesschool in de regio, evenals een seminarie voor jonge vrouwen, dat zij leidde samen met de zendelinge Isabella C. Baker. De school bood onderwijs aan meisjes, waaronder ook veel wezen en meisjes uit arme gezinnen. De voertaal was Arabisch, en het curriculum bestond uit vakken zoals algebra, astronomie, botanie, oude geschiedenis, muziek, geografie, fysica, pedagogiek, huishoudkunde en gymnastiek.
In 1875 moest Parmelee samen met Andrus tijdelijk terugkeren naar de Verenigde Staten vanwege gezondheidsproblemen. In datzelfde jaar trouwden zij (Andrus was weduwnaar na de dood van zijn eerste vrouw Louisa) en keerden in oktober 1875 terug naar Mardin, samen met Miss Pratt.

## Zendingswerk
Parmelee voerde intensief huisbezoeken uit en sprak Arabisch om beter contact te leggen met vrouwen in de gesloten samenleving van Mardin. Ze zette zich in om vrouwen en meisjes te betrekken bij het protestantse geloof en onderwijsactiviteiten. Ondanks de moeilijkheden zag ze al vroeg een veelbelovende toekomst voor het zendingswerk in Mardin.
Tijdens haar jaren in Mardin was zij een leidende figuur in het meisjesonderwijs. Miss Nutting nam de school over in 1891, gevolgd door Agnes Fenenga in 1904. Fenenga noemde Olive Andrus "de moeder van vele dochters" en streefde ernaar haar voorbeeld te volgen. In 1890 waren Parmelee en haar echtgenoot actief in Midyat, een naburige stad.

## Latere jaren en overlijden
Parmelee keerde later nog tweemaal terug naar de Verenigde Staten, maar bleef in totaal achtenveertig jaar betrokken bij het zendingswerk in Mardin. Ze overleed op 25 augustus 1916 op 76-jarige leeftijd in Mardin. Na haar dood werd zij herinnerd als een sleutelfiguur in het opbouwen van de protestantse onderwijs- en zendingsinfrastructuur in het Ottomaanse Zuidoosten.